# Gott von Ferdinand von Schirach
Gott von Ferdinand von Schirach (Eigenschreibweise GOTT) ist ein Filmdrama von Regisseur Lars Kraume aus dem Jahr 2020 mit Barbara Auer, Lars Eidinger und Matthias Habich in den Hauptrollen. Der Film wurde am 23. November 2020 erstmals im Ersten und des SRF ausgestrahlt und basiert auf dem Theaterstück Gott von Ferdinand von Schirach aus demselben Jahr.
Der Intendant Alexander Wrabetz und Programmdirektorin Kathrin Zechner des ORF entschieden nach dem Terroranschlag in Wien am 2. November 2020, die Ausstrahlung zu verschieben, weil die „geballte gesellschaftliche Belastung jenen Diskussionsraum, den dieses besonders wichtige Thema verdient und braucht“, unmöglich machen würde. Der Film wurde in Österreich schließlich am 4. März 2021 erstmals ausgestrahlt.

## Entstehung und Veröffentlichung
Gedreht wurde der Film nach einem Drehbuch von Ferdinand von Schirach nach dessen Buchvorlage. Produziert wurde Gott von den Produzenten Heike Voßler und Oliver Berben unter der Produktionsfirma MOOVIE the art of entertainment GmbH (MOOVIE) in Koproduktion mit ARD Degeto Film und Rundfunk Berlin-Brandenburg. Die Produktion kooperierte mit dem Österreichischen Rundfunk (ORF), dem Schweizer Radio und Fernsehen (SRF) und Constantin Film. Constantin Film tritt auch als Hauptverleiher des Films auf DVD auf.
Gott wurde von 20. Februar bis 11. März 2020 in Deutschland gedreht. Die Produktion des Films wurde vom FilmFernsehFonds Bayern im Dezember 2019 mit 100.000 Euro gefördert.
Die Erstausstrahlung am 23. November 2020 wurde von 3,88 Mio. Menschen im Ersten verfolgt, das entspricht einem Marktanteil von 11,3 Prozent. Bei den 14- bis 49-Jährigen lag der Marktanteil bei 10,4 Prozent, das sind 1,05 Millionen Zuschauer in dieser jüngeren Altersgruppe.
Rund 546.000 Zuschauer gaben nach dem Film ihre Stimme online und per Telefon ab.
Die anschließende von Frank Plasberg moderierte Diskussionsrunde bei hart aber fair kam auf insgesamt 3,34 Mio. Zuschauer, das entspricht einem Marktanteil von 12,7 Prozent.

## Handlung
„Wem gehört unser Leben? Wer entscheidet über unseren Tod? Diese Fragen werden in einem fiktionalen Ethikrat diskutiert. Es geht exemplarisch um den Fall eines 78-jährigen, kerngesunden Mannes, der sein Leben durch ein Medikament mit Hilfe seiner Ärztin beenden will.“ (Kurzbeschreibung in der ARD-Mediathek)

## Abstimmung
Nach der erstmaligen Ausstrahlung konnten die TV-Zuschauer ihre Stimme online und per Telefon abgeben. An der ARD-Befragung („Abstimmung“) nahmen etwa 546.000 Zuschauer teil. Sie beantworteten die Frage: „Unter welchen Umständen darf man einem Menschen helfen, sich das Leben zu nehmen? Muss der Staat selbstbestimmtes Sterben ermöglichen? Soll Herr Gärtner das tödliche Medikament bekommen?“ zu 70,8 % mit Ja, zu 29,2 % mit Nein.
Das Ergebnis wurde durch Frank Plasberg in seiner Sendung hart aber fair mit Experten diskutiert. Zeitgleich zur Ausstrahlung im Ersten gab es den Film im Rahmen der Eurovision im Schweizer Sender SRF 1 zu sehen – auch dort mit einer Diskussionsrunde nach der Ausstrahlung in der von Barbara Lüthi moderierten Sendung Club spezial.
Ein solches Experiment von Schirach gab es 2016 schon einmal. In Terror – Ihr Urteil wurde ein Gerichtsverfahren gegen einen fiktiven Luftwaffenmajor gezeigt, der ein von Terroristen entführtes Passagierflugzeug vom Himmel schoss, um zu verhindern, dass es über einem vollen Fußballstadion abstürzt. Die Frage, die damals gestellt wurde, war, ob er des Mordes schuldig ist, oder unschuldig, weil er Tote verhindert hat. 86,9 Prozent der Zuschauer in Deutschland stimmten damals für „nicht schuldig“. Das Bundesverfassungsgericht dagegen hatte 2006 ein Gesetz gestoppt, das es der Bundeswehr gestattet hätte, in äußerster Not ein gekidnapptes Flugzeug zu zerstören, da das mit dem Recht auf Leben im Grundgesetz nicht vereinbar sei.

## Rezeption
Marie Schmidt bezeichnet den Film in der Süddeutschen Zeitung als „verständlich aber abstrakt“:

„Weil Schirach ein Meister der didaktischen Vereinfachung ist und das Schauspielerensemble so nah und vertraut wirkt, werden die Entscheidungsgrundlagen dazu durch diesen Film absolut verständlich. Einwenden könnte man höchstens, dass ein so klarer Fall reichlich abstrakt ist.“

Nicole Golombek von den Stuttgarter Nachrichten schrieb über den Film:

„Trotz eindrücklicher Reden und Gegenreden bleibt womöglich immer noch jeder bei seiner Haltung, hat aber einige interessante Argumente und Gefühlslagen der jeweils anderen Partei kennengelernt. Nicht das Schlechteste, das man über einen Fernsehabend sagen kann.“

Mehrere Palliativmediziner und Psychologen warfen Ferdinand von Schirach in einem offenen Brief vor, der Film stelle die falsche Frage. Diese sei nämlich, ob es ein Recht auf einen „assistierten“ Suizid gebe. Eine zweite Gruppe von Palliativmedizinern, Juristen und Ethikern protestierte dagegen in einer Replik: Der genannte offene Brief interpretiere das Urteil des Bundesverfassungsgerichts falsch und stelle den Film verzerrt dar. Außerdem sei die Behauptung falsch, Schirach habe die Mediziner „aus der Zeit gefallen“ dargestellt. In Wirklichkeit seien Ärzteverbandvertreter in den vergangenen Jahren mit exakt jenen Argumenten und Sichtweisen aufgetreten, wie sie in Schirachs Film zu hören seien.